# Waldemar von der Hagen
Heinrich Leopold Waldemar von der Hagen (* 24. April 1839 in Spandau; † 6. Oktober 1889 auf Stölln) war Herr auf Stölln und Wolsier und ein deutscher Verwaltungsbeamter.

## Leben
Seine Eltern waren der Oberstleutnant Heinrich Karl Friedrich von der Hagen (* 23. Oktober 1790; † 16. November 1870) und dessen Ehefrau Karoline Henriette Juliane Pitschel (* 4. April 1803; † 17. November 1871). Sein Vater war Herr auf Stölln und Wolsier.
Waldemar von der Hagen studierte an der Universität Berlin Rechtswissenschaft. 1856 wurde er Mitglied des Corps Neoborussia Berlin. Nach dem Studium trat er in den preußischen Staatsdienst. Von 1877 bis zu seinem Tod 1899 war er Landrat des Kreises Westhavelland. Er besaß ein Rittergut in Rathenow. Er heiratete am 25. November 1862 Ottilie Helle (* 17. April 1837; † 19. Dezember 1898). Die Ehe blieb kinderlos. Nachfolger auf dem Stammgut Stölln wurde sein Neffe Hans von der Hagen, der bereits vorab im Generaladressbuch der Rittergutsbesitzer für das Königreich Preußen 1879 als Gutsherr tituliert wurde. Der Besitz umfasste damals in Stölln 1487 ha Land, in Wolsier mit 546 ha.
Waldemar von der Hagen blieb unvermählt. Die alte Besitzung Stölln mit 1487 ha und dem Nebengut Wolsier mit 547 ha, jeweils Stand von 1903, fiel an den Neffen Hans von der Hagen, verheiratet mit Lydia von Hamm. Ihnen folgt wiederum der eigene älteste Sohn Hans Tronje von der Hagen (* 1896; † 1983).